# Чхве Мин Джон
Чхве Мин Джон (кор. 최민정, род. 9 сентября 1998 года в Йонгване, провинция Чолла-Намдо) — южнокорейская шорт-трекистка, трёхкратная олимпийская чемпионка зимних Олимпийских игр 2018 года и  2022 года, 17-кратная чемпионка мира. Окончила Университет Ёнсе.

## Биография
Чхве выросла в Соннаме и начала кататься на коньках в возрасте 6-ти лет. В третьем классе начальной школы Бунданг она стала заниматься спортом. Отец поощрял её посещать занятия по катанию на коньках. На втором курсе средней школы Сохён полноценно занялась шорт-треком. Следуя за своим личным тренером, она перешла из начальной школы Йонгван в начальную школу Цзиньвол и начала кататься с полноценным сознанием цели, когда училась на втором курсе средней школы Унчхон.
В 2014 году стала чемпионкой мира среди юниоров в Эрзуруме на дистанции 1000 м и в эстафете. В 2015 году на первом своём взрослом чемпионате мира в Москве завоевала золотые медали на дистанциях 1000 м, в многоборье и эстафете, а также «бронзу» на дистанции 1500 м. Ещё через год на чемпионате мира в Сеуле повторила прошлогодний результат, заменив только бронзу на серебро на 1500 м.
В феврале 2017 года Чхве подписала двухлетний контракт с командой «мэрия Соннам» в Соннаме, где выросла и участвовала на зимних Азиатских играх в Саппоро, там выиграла серебряную медаль на 1000, и золотые на 1500 м и в эстафете, а также бронзовую на 500 м. В марте на чемпионате мира в Нидерландах она упала в финале на 1500 м, а на 500 и 1000 м была дисквалифицирована и в итоге заняла только 6-е место в общем зачёте, не попав напрямую на Олимпийские игры.
На отборе национальной сборной она заняла 1-е место и попала в Олимпийскую сборную. Осенью на первых двух этапах кубка мира выиграла 5 золотых медалей, тем самым укрепилась в качестве лидера. Она получила травму колена, которая позже беспокоила её в течение сезона 2018/19 годов.
В феврале 2018 на Олимпийских играх в Пхёнчхане Чхве выиграла золото на 1500 м и в эстафете, а на 1000 м вышла в финал и заняла 4-е место. В марте на чемпионате мира в Монреале стала абсолютной чемпионкой мира, выиграв на 1000, 1500 м и в эстафете. Осенью на этапе кубка мира в Казахстане упала в эстафете и получила травму связки голеностопа, но всё хе выиграла две золотых и одну серебряную медали.
В 2019 году на чемпионате мира в Софии Чхве стала второй на 1000 м, выиграла на 1500 м и в итоге заняла общее второе место в индивидуальном зачёте, а также с командой выиграла эстафету, став 12-ти кратной чемпионкой мира. В ноябре 2019 в смешанной эстафете выиграла золото кубка мира в Нагано, а в начале 2020 года выиграла вчистую чемпионат четырёх континентов, став первой на всех дистанциях. Из-за пандемии коронавируса в 2020 году все соревнования были отменены.
В декабре была назначена послом зимней компании «Play» от фонда наследия Пхенчхана 2018 в Республике Корея. Кампания направлена на повышение осведомленности о зимних видах спорта в стране. Сборная Кореи также пропустила чемпионат мира в Дордрехте в 2021 году. В феврале 2022 года на зимних Олимпийских играх в Пекине Чхве выиграла серебряные медали на дистанции 1000 м и в эстафете, а также золотую медаль в беге на 1500 м. 
В марте чемпионат мира в Монреале был перенесён из-за вторжения России на Украину на апрель, на котором она выиграла четыре золотые медали, в том числе и в абсолютном зачёте.

## Награды
- 2014 год — названа новобранцем на Корейской спортивной премии
- 2015 год — получила премию «Новичок года» на корейском женском спортивном Гран-при
- 2016, 2017 года — получила премию «Лучший игрок» на корейском женском спортивном Гран-при
- 2018 год — получила награду за выдающиеся достижения на церемонии вручения наград Coca-Cola
- 2018 год — получила командную награду «Clean» за победу в эстафете на Олимпиаде на церемонии вручения наград Coca-Cola